# Werner Schaurte-Küppers
Werner Schaurte-Küppers (* 17. November 1961 in Düsseldorf) ist ein deutscher Unternehmer und Verbandsfunktionär. Er ist geschäftsführender Gesellschafter der Hülskens Holding GmbH & Co. KG in Wesel. Seit Dezember 2022 ist er Präsident der Niederrheinischen Industrie- und Handelskammer Duisburg-Wesel-Kleve und ehemaliger Präsident der Deutsch-Niederländischen Handelskammer.

## Leben
Schaurte-Küppers absolvierte eine Ausbildung zum Bankkaufmann bei der Commerzbank und studierte im Anschluss Wirtschaftswissenschaften mit dem Schwerpunkt Unternehmensplanung, Kontrolle und Jahresabschlussprüfung. Seine Mutter war Anneliese Küppers, eine deutsche Dressurreiterin. Sein Großvater war Werner T. Schaurte.
Schaurte-Küppers begann sein berufliches Wirken 1989 bei den Märker Zementwerken in Harburg. Von 1992 bis 1995 war er General Manager CIS (Commonwealth of Independent States) bei der Wirtschaftsprüfungsgesellschaft KPMG. Im Anschluss war er bis 2000 Geschäftsführer bei Elskes Transportbeton und darüber hinaus seit 1999 bei der Heinr. Elskes GmbH & Co. KG.
Schaurte-Küppers ist seit 2000 Geschäftsführender Gesellschafter der Hülskens Unternehmensgruppe, die in den Bereichen Wasserbau, mineralische Rohstoffgewinnung, Betonproduktion, Binnenschifffahrt, Logistik, Recycling und Spezialversicherungen tätig ist. Er leitet das Familienunternehmen in vierter Generation.
Werner Schaurte-Küppers wurde 2022 der Orden van Oranien Nassau verliehen.

## Engagement
Von 2017 bis 2020 war Schaurte-Küppers Präsident der Deutsch-Niederländischen Handelskammer (DNHK), seit 2020 ist er deren stellvertretender Präsident. Er war Vizepräsident der Niederrheinischen Industrie- und Handelskammer Duisburg-Wesel-Kleve und wurde im Dezember 2022 zum IHK-Präsidenten gewählt.
Er ist Beiratsmitglied des Bundesverbandes Mineralische Rohstoffe, von vero Verband der Bau- und Rohstoffindustrie und des Industrie Club Düsseldorf. Schaurte-Küppers war Handelsrichter am Landgericht Duisburg. Er ist außerdem Beiratsmitglied der Deutschen Bank, Beiratsvorsitzender der Märker Holding GmbH und Vorstand der Kurt-Küppers-Stiftung, sowie der Hülskens Stiftung für Natur und Landschaftspflege. Schaurte-Küppers engagiert sich auch als Vorstands- und Präsidiumsmitglied des Fördervereins der Hochschule Rhein-Waal, Präsidiumsmitglied des Fördervereins der Universität Duisburg-Essen und als Kuratoriumsmitglied der FOM Wesel sowie Jury-Mitglied der Grenzlandkonferenz.